# Оркан, Владислав

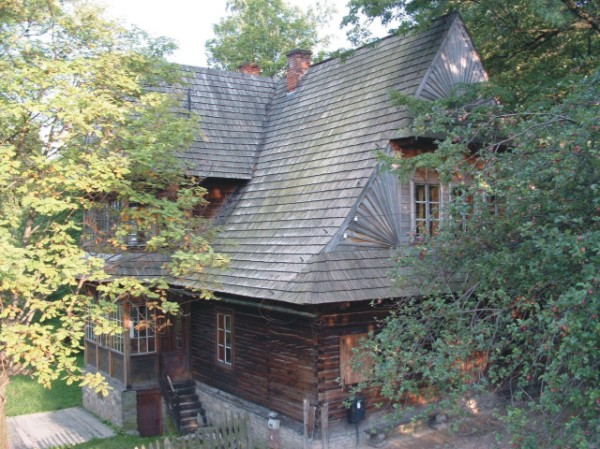
Дом в Порембе-Велькой под названием «Орканувка», в котором проживал Владислав Оркан. В настоящее время — Музей Владислава Оркана

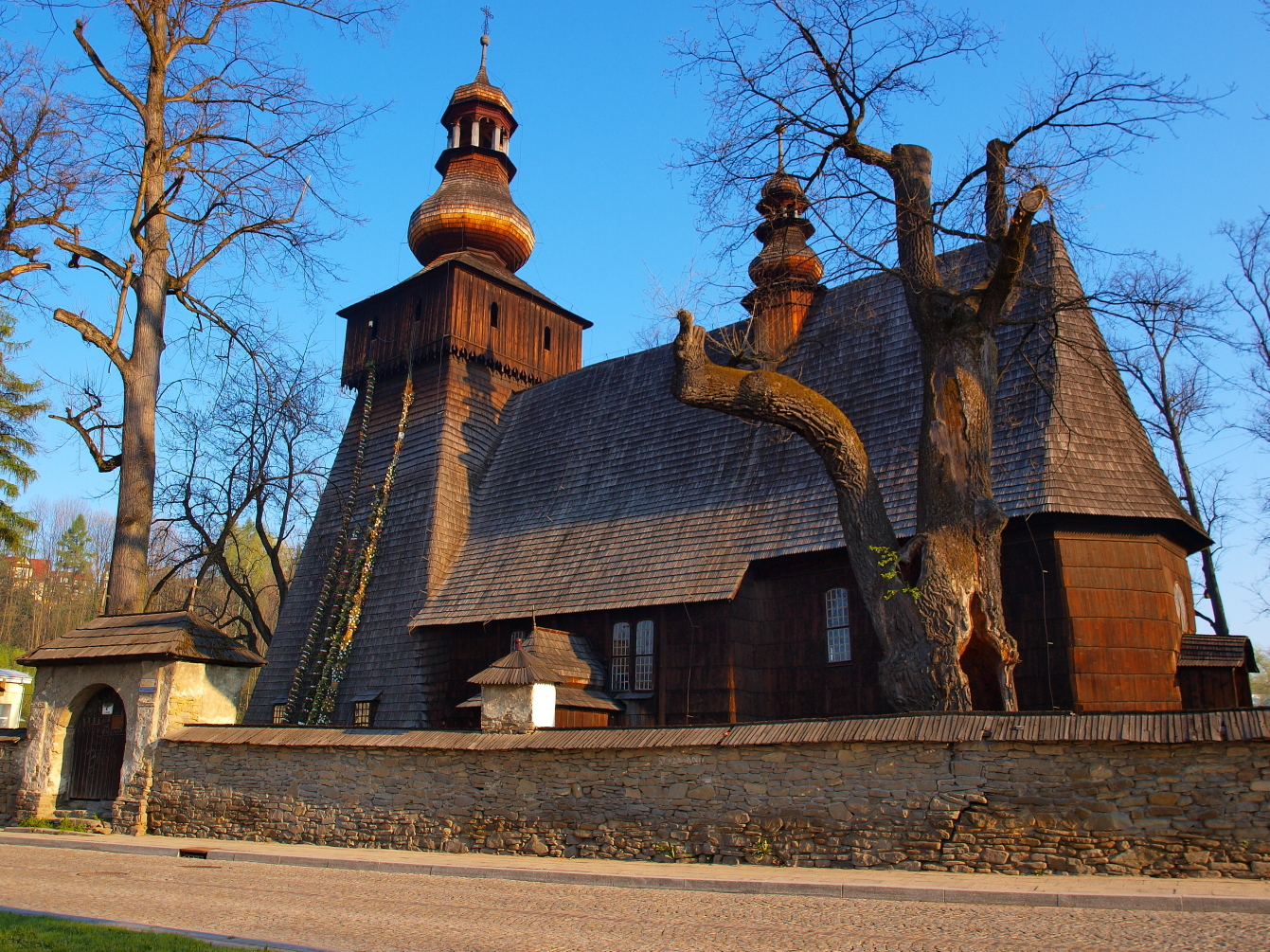
Музей имени Владислава Оркана в городе Рабка-Здруй

Влади́слав О́ркан, настоящее имя — Франци́шек Ксаве́рий Сма́чяж (пол. Władysław Orkan, Franciszek Ksawery Smaciarz, 27.11.1875 г., Поремба-Велька, Австро-Венгрия — 14.05.1930 г., Краков, Польша) — польский писатель, сын польской сказительницы Катажины Смречинской.

## Биография
Францишек Смачяж родился в 27 ноября 1875 года в Порембе-Велькой в бедной крестьянской семье. В 1898 году сменил фамилию на Смречинский, взяв родовую фамилию своей матери. Вопреки воле своего отца после окончания средней школы в Щижице отправился на обучение в гимназию святого Яцека в Кракове. Мать Францишка Катажина Смречинская раз месяц ходила пешком за 70 километров из Порембы-Велькой в Краков, чтобы снабжать сына продуктами.
Францишек первые свои произведения написал, будучи гимназистом четвёртого класса, под псевдонимом Оркан. Закончив седьмой класс гимназии, он попытался устроиться в Кракове на административную работу. После нескольких неудачных попыток найти там работу Владислав Оркан вернулся на родину в Порембу-Вельку, где провёл почти всю свою жизнь, за исключением нескольких путешествий на Украину, в Италию и Швейцарию.
В 1898 году Владислав Оркан выпустил своё первое сочинение под названием «Nowele» (Новеллы). В 1903 году издал роман «W Roztokach», за который получил гонорар, позволивший ему начать строительство нового дома. Летом 1905 года Владислав Оркан поселился в этом доме, который после его смерти получил название «Орканувка».
Владислав Оркан умер 14 мая 1930 года в Кракове, там его похоронили на Раковицком кладбище. Спустя год останки перевезли в Закопане, на «Кладбище заслуженных».

## Творчество
Творческое наследие Владислава Оркана велико и разнообразно — он оставил после себя многочисленные сочинения, включающие стихотворения, повести, новеллы и пьесы. Основной их темой было описание быта польской деревни.
Владислав Оркан интересовался украинской литературой. Он имел личные связи с украинским писателями и поэтами. Вместе с представителями украинской интеллигенции участвовал в издании в 1908 году сборника рассказов «Молодая Украина» и «Антологии современных украинских поэтов» в 1910 году.

### Поэзия
- Nad grobem Matki. Dumania, Kraków, 1896
- Z tej smutnej ziemi, Lwów, 1903
- Z martwej roztoki, Kraków, 1912
- Pieśni czasu, Piotrków, 1915

### Драматургия
- Skapany świat. Dramat w czterech aktach z epilogiem, Lwów, 1903
- Ofiara. Fragment w trzech aktach z r.1846, Kraków, 1905
- Wina i kara. Tragedia, Kraków, 1905
- Franek Rakoczy. Epilog w trzech aktach, Lwów, 1908

### Новеллы
- Nowele (z przedmową K. Tetmajera), Warszawa, 1898
- Nad urwiskiem. Szkice i obrazki, Lwów, 1900
- Herkules nowożytny i inne wesołe rzeczy, Kraków, 1905
- Miłość pasterska. Nowele, Lwów, 1908
- Wesele Prometeusza, Warszawa, 1921

### Повести
- Komornicy, Lwów, 1900
- W roztokach (tom I i II), Lwów, 1903
- Pomór, Kraków, 1910
- Drzewiej, Kraków, 1912
- Kostka Napierski, Warszawa, 1925

### Публицистика
- Drogą Czwartaków. Od Ostrowca na Litwę, Kraków, 1916
- Listy ze wsi (tom I i II), Warszawa, 1925—1927
- Warta. Studia, listy, szkice, Lwów, 1926
- Wskazania, Warszawa, 1930

## Память
- Именем Владислав Оркана названы улицы в нескольких польских городах.
- На родине Владислава Оркана в селе Поремба-Велька находится Музей Владислава Оркана.
- В городе Рабка-Здруй находится музей Владислава Оркана, располагающийся в деревянной церкви XVII века.